# Chrysophyllum bangweolense
Chrysophyllum bangweolense – gatunek drzew należących do rodziny sączyńcowatych. Występuje w Afryce, m.in. w Tanzanii i Zambii.